# Dopisy Ottle a rodině

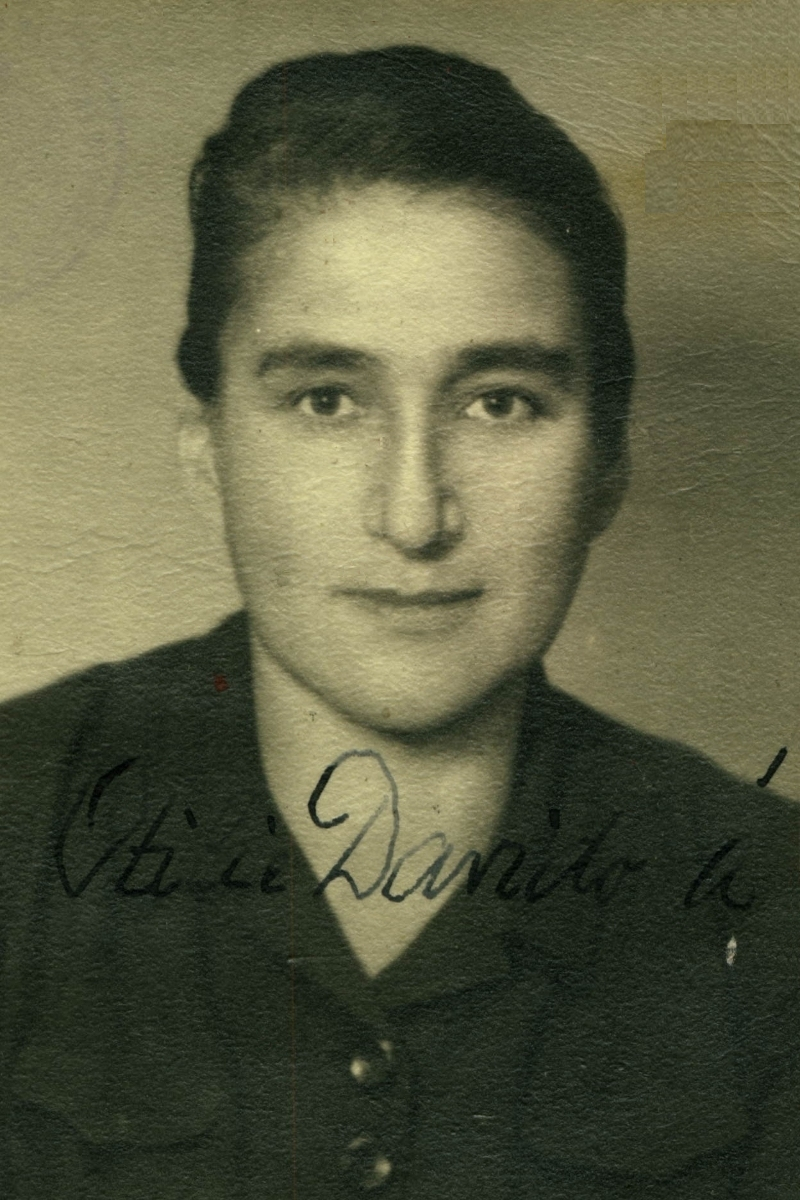
Ottla Kafková, nejmladší ze tří sester spisovatele Franze Kafky (říjen 1941)

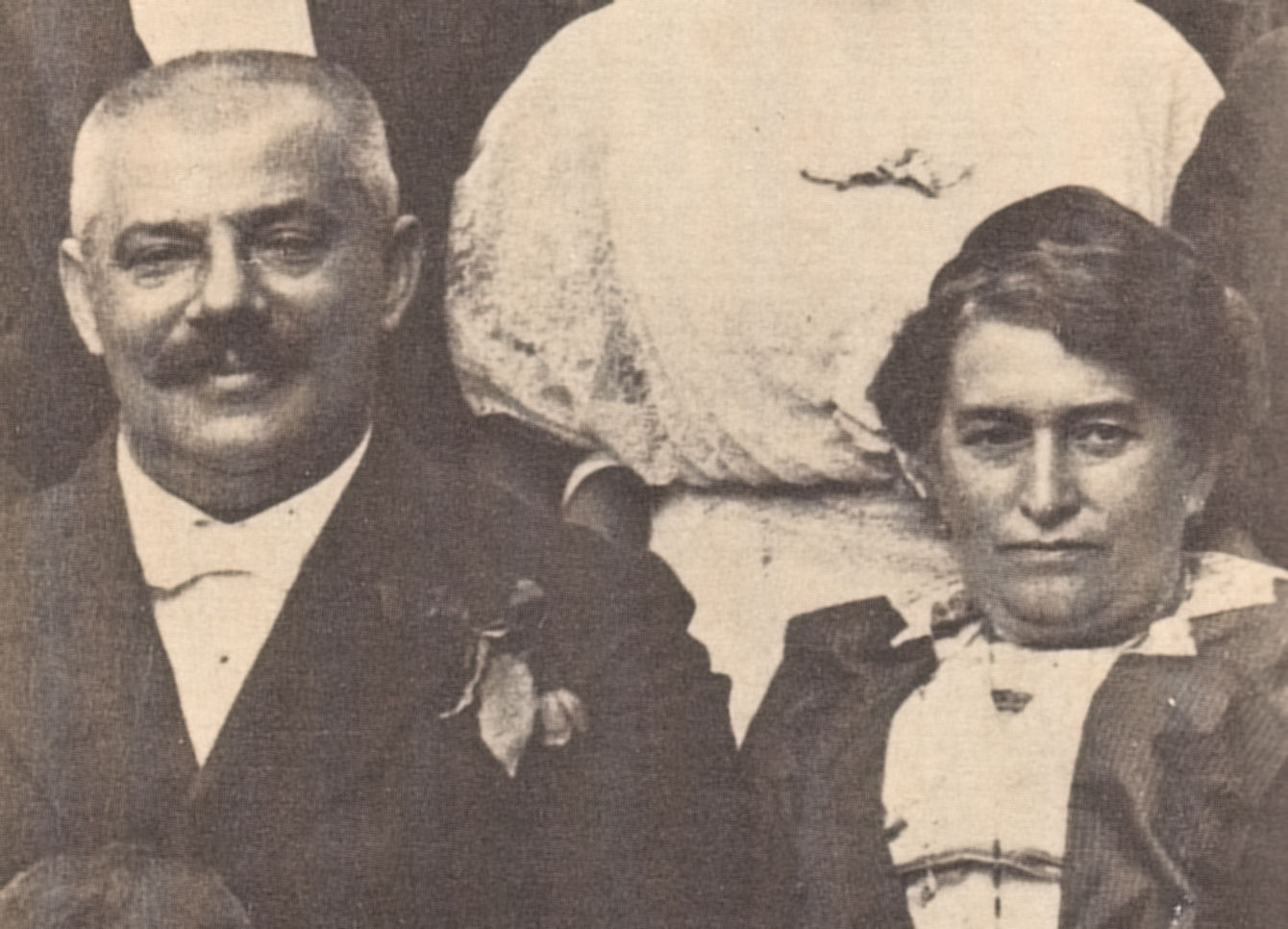
Rodiče Franze Kafky: Hermann a Julie Kafkovi

Dopisy Ottle a rodině (anglicky: Letters to Ottla and the Family; německy: Briefe an Ottla und die Familie) je kniha, která je tvořena souborem soukromých dopisů z pera spisovatele Franze Kafky. Tyto dopisy adresoval Kafka své nejmladší sestře Ottle (Ottilie Davidová, rozená Kafková; 1892–1943). Dílo obsahuje i část dopisů určených jeho rodičům Julii Kafkové (1856–1934) a Hermannu Kafkovi (1852–1931). V publikaci nechybí ani česky psané dopisy Ottlinu příteli a pozdějšímu jejímu manželovi (sňatek v roce 1920) JUDr. Josefu Davidovi (1891–1962).

## Datace dopisů
Dopisy pocházejí z období od roku 1909 do roku 1924. Ačkoli byla Ottla Davidová zavražděna během holocaustu v plynové komoře v koncentračním táboře v Osvětimi dne 7. října 1943, její dopisy uchoval její manžel JUDr. Josef David a její děti.

## Publikování dopisů
Kolekce dopisů vyšla původně v roce 1974 v němčině. Do angličtiny byly přeloženy Richardem a Clarou Winstonovými a vydány nakladatelstvím Schocken Books v roce 1982. Anglické vydání knihy obsahuje také fotografie spisovatele Franze Kafky a jeho sestry Ottly a také několik reprodukcí pohlednic, dopisů a kreseb, jenž Franz Kafka poslal své sestře. V českém překladu Vojtěcha Saudka vydalo knihu v Praze nakladatelství Aurora v roce 1996.

## Více o obsahu knihy
Kniha vykreskuje sourozenecký vztah Franze Kafky se svojí nejmladší sestrou Ottlou, která mu byla nejbližším člověkem a které Kafka i bezmezně důvěřoval. V prvních dopisech (na začátku knihy) s ní jedná jako se svojí malou sestřičkou a v tomto duchu se nese i jeho ironie a humor. Například: „Milá Ottlo, pracuj prosím pilně v obchodě, abych si tu mohl bez starosti dobře užívat .. Tvůj Franz - Riva“ (dopis datovaný 7. září 1909) nebo: „Pozdravuje Tě pampeliškový salát.“ (závěr dopisu ze dne 13. května 1916 z Karlových Varů). Později se jejich vztah vyrovnává a oba dva se vzájemně stávají sobě oporami. Kafka se Ottle v dopisech svěřuje se svým osobním životem, s láskami i svým problematickým vztahem k otci. Zároveň ale i Ottle radí a pomáhá; popisuje jí své myšlenky a náhledy na život.